# Розмови про життя і мистецтво
«Розмови про життя і мистецтво» — книга, написана Галиною Пагутяк і Олександром Клименком. Вийшла друком у 2019 році в тернопільському видавництві «Навчальна книга — Богдан» у серії «Ім’я на обкладинці». В оформленні обкладинки використано картину Чюрльоніса «Яхти». Уривки з книги публікувалися в журналах «Кур’єр Кривбасу» та «Світязь», «Українській літературній газеті», на сайті «Буквоїд» .

## З видавничої анотації
«Розмови про життя і мистецтво» — діалог відомих письменників на мистецькі, філософські та соціально-політичні теми. Це захоплююча бесіда про досвід і знання, які людина отримує в процесі творчого осмислення дійсності — у часі написання художнього твору. Книга писалася протягом 2014–2016 років, тому окрім бесід про літературу і творчість, в ній, наче в деннику, зафіксовано важливі події українського сьогодення.

## Цитати з книжки

Галина Пагутяк і Олександр Клименко (м. Рівне, 2017 р.)

|  | Галина Пагутяк: «Нещодавно я зрозуміла одну річ: звідки в мене таке невдоволення сучасною літературою, не лише українською, а й світовою. Митці не прагнуть вийти за межі, стати майстрами. Не хочуть чимось жертвувати в ім’я мистецтва. Звісно, можуть трохи побідувати, щоб потім, досягнувши мінімального успіху, заспокоїтися. Творчість — це пальці, стерті до крові, вічне невдоволення собою, відраза до себе, повне зречення. І це не заради успіху, а заради власної душі. Певна річ, у мистецтві є широкий шлях і вузький шлях. Вузький шлях — це аскеза, вічне служіння». |

|  | Олександр Клименко: «Будда народився, досягнув пробудження, проповідував і помер, а над ним увесь час височіли дерева. Дерева, квіти — це краса у чистому вигляді, без домішку. Як відомо, лотос проростає із болотяної води, проте не має на своїх пелюстках бруду. Жасминова білина в українському містечку символізує щось подібне. Принаймні для мене. Приємно усвідомлювати, що якісь важливі речі у часі життя поєднуються, складаються пазлами на більш високому рівні свідомості: Трублаїні і Гессе, жасмин і лотос, бог і Бог. Менше випадкового — менше ентропії, менше страждання. Мені подобаються аналогії, які виводять з темряви». |

## Рецензії
- Євген Баран. Про слабкість і пік страху — «Хвиля Десни», 2019
- Віталій Квітка. Лікбез для сучукрліту [Архівовано 7 липня 2022 у Wayback Machine.] — «Український інтерес», 2020
- Алла Рогашко. Дотик до Справжності [Архівовано 11 квітня 2020 у Wayback Machine.] — «Буквоїд», 2020
- Сергій Синюк. Подвійний автопортрет на тлі епохи [Архівовано 7 серпня 2020 у Wayback Machine.] — «Красиве і корисне», 2020
- Євген Баран. Про літературу і життя без жартів [Архівовано 19 вересня 2020 у Wayback Machine.] — «Буквоїд», 2020
- Володимир Базилевський. З «Імпресій та медитацій» [Архівовано 7 січня 2022 у Wayback Machine.] — «Українська літературна газета», число 22 (314), 2021

## Відгуки
Галина Яструбецька: 
|  | Істинне ймення архаїчному поетові — vates, одержимий, нАтхнений богами, той, хто марить. Він є Знавець... (Й. Гейзінга). Наскільки нинішнє суспільство відійшло від такого розуміння, свідчить сучасна література. (Йдеться не тільки про поезію як рід красного письменства. Істинний прозаїк — поет). Відтак мало хто насправді усвідомлює, що Це Таке — Творчість, яка її природа. Філологічна вправність, добрий лексичний запас, талант красномовства, бажання оповідати-римувати і поезія — далеко не одне і те ж. Я знаю двох — Галину Пагутяк і Олександра Клименка, для яких предмет їхніх рефлексій — не просто теоретизування чи, що гірше — мовна еквілібристика. Вони знають те, про що говорять. Їхні розмови про життя і мистецтво — трансформована сократівсько-платонівська традиція жанру діалогу. Пріоритети визначено правильно. |